# Monohelea mayeri
Monohelea mayeri är en tvåvingeart som beskrevs av Ortiz 1950. Monohelea mayeri ingår i släktet Monohelea och familjen svidknott. Inga underarter finns listade i Catalogue of Life.